# Ofatulena
Ofatulena là một chi bướm đêm thuộc phân họ Tortricinae của họ Tortricidae.

## Các loài
- Ofatulena duodecemstriata (Walsingham, 1884)
- Ofatulena jamaicana (Walsingham, 1897)
- Ofatulena luminosa Heinrich, 1926